# Newcastle Emlyn
Newcastle Emlyn (velšsky Castellnewydd Emlyn) je malé město v hrabství Carmarthenshire ve Walesu ve Spojeném království. Poblíž města se nachází zřícenina normanského hradu.
V roce 2001 zde žilo 941 obyvatel.